# Międzynarodowa Federacja Bandy
Międzynarodowa Federacja Bandy (ang. Federation of International Bandy, szw. Internationella Bandyförbundet, skrót FIB) – międzynarodowa organizacja pozarządowa, zrzeszająca 32 narodowych federacji bandy. Federacja została założona 12 lutego 1955 roku przez cztery kraje: Finlandię, Norwegię, Związek Radziecki i Szwecję. ZSRR nie był jednak członkiem, choć uczestniczył w rozgrywkach. Początkowo nazywała się International Bandy Federation (IBF) (od 1957). Na kongresie w Budapeszcie w 2001 roku nazwa została zmieniona na Federation of International Bandy (FIB) na wniosek MKOl w tym samym roku o zmianę nazwy na inną tak jak akronim IBF już był zajęty przez International Badminton Federation oraz International Boxing Federation.
Do federacji należą obecnie: Afganistan, Anglia, Argentyna, Australia, Białoruś, Chiny, Czechy, Dania, Estonia, Finlandia, Francja, Holandia, Indie, Irlandia, Japonia, Kanada, Kazachstan, Kirgistan, Łotwa, Mongolia, Niemcy, Norwegia, Polska, Rosja, Serbia, Słowacja, Somali, Stany Zjednoczone, Szwajcaria, Szwecja, Ukraina, Węgry, Włochy. Wcześniej do 1991 roku członkiem był Związek Radziecki. 

## Członkostwo
- MKOl (od 2004)
- ARISF (od 2004)
- FISU (od 2017)

## Mistrzostwa świata
- Mistrzostwa świata w bandy kobiet (od 2004 roku).
- Mistrzostwa świata w bandy mężczyzn (od 1957 roku).